# Grenzen des Verstandes
Grenzen des Verstandes ist ein 1927 entstandenes Tafelbild von Paul Klee (1879–1940) aus der Pinakothek der Moderne in München.
Das Gemälde Grenzen des Verstandes befand sich ursprünglich in der Galerie Neue Kunst Fides von Rudolf Probst in Dresden. 1928 wurde es in die Privatsammlung des Galeristen Alfred Flechtheim aufgenommen. Dieser wusste es geschickt zu vermarkten. Nachdem er es 1928 und 1929 zweimal in seiner Berliner Galerie gezeigt hatte, lieh er es 1931 an das New Yorker Museum of Modern Art aus. 1958 ging es in die Provenienz von Theodor und Woty Werner über. 1971 wurde es als Vermächtnis des Ehepaars erworben und befindet sich seitdem im Bestand der Bayerischen Staatsgemäldesammlungen – Sammlung Moderne Kunst in der Pinakothek der Moderne in München.
Zu sehen ist ein komplexes, feines Liniennetz, das zu einer kreisförmigen Rundung emporführt. Das Bild drückt einen Gegensatz zwischen der endlichen Existenz und der überaus großen Vorstellungskraft des Menschen aus. Zunächst als surrealistisches Werk wahrgenommen, rückte immer mehr Klees Bauhauszeit in Dessau in den interpretatorischen Vordergrund. Die gestalterischen Mittel orientierten sich am Konstruktivismus. Vergleiche wurden mit Werken von Malewitsch, Gabo und Tatlin gezogen. Ähnlichkeiten gibt es auch zu einzelnen Klee Werken, etwa dem Seiltaenzer von 1923.
Im Jahre 2006/07 schuf der österreichische Komponist Andor Losonczy (1932–2018) im Rahmen eines umfangreichen Klee-Projekts ein gleichnamiges Stück, das am 11. März 2008 in der Konzertreihe musica aperta im Kunstmuseum Winterthur von dem Leipziger Ensemble Sortisatio uraufgeführt wurde.